# Susan Cain
Pour les articles homonymes, voir Cain (homonymie).
 (juin 2017).
Susan Horowitz Cain (née en 1968) est une essayiste, consultante, formatrice et conférencière américaine, diplômée de l'Université de Princeton et de la Faculté de droit de Harvard.

## Biographie
Susan Cain a écrit des ouvrages de développement personnels mondialement connus, abordant des sentiments humains et valeurs morales tels que l'introversion, la discrétion, la retenue et la mélancolie.

## Publications
- Quiet Power: The Secret Strengths of Introverted Kids, (coécrit avec,Gregory Mone et Erica Moroz), éd. Puffin Books, 2017,
- Quiet Power: The Secret Strengths of Introverts, éd. dial books, 2016,
- Horse Sense For Leaders: Building Trust-Based Relationships, coécrit avec Debbie Roberts-Loucks, éd. format Kindle, 2015,
- Quiet: The Power of Introverts in a World That Can't Stop Talking[1], éd. Crown Publishing Group/Random House, Inc., 2012 (en français: La force des discrets: le pouvoir des introvertis dans un monde trop bavard,  (ISBN 978-2-7096-4251-4),
- Building Effective Communities, coécrit avec Allison Lizzadro, éd. Susan Cain (format kindle), 2012

Elle publie en 2012 l'essai La force des discrets : Le pouvoir des introvertis dans un monde trop bavard (titre original : Quiet: The Power of Introverts in a World That Can't Stop Talking), qui fait le constat d'une culture occidentale moderne comprenant mal et sous-évaluant le caractère et les capacités des personnes introverties.

### Document audio-visuels
- Série de conférences sur le site TED[8]